# Stenlejsotztetic
Stenlejsotztetic är en ort i Mexiko.   Den ligger i kommunen Larráinzar och delstaten Chiapas, i den sydöstra delen av landet, 700 km öster om huvudstaden Mexico City. Stenlejsotztetic ligger 1 853 meter över havet och antalet invånare är 562.
Terrängen runt Stenlejsotztetic är kuperad åt sydväst, men åt nordost är den bergig. Runt Stenlejsotztetic är det ganska tätbefolkat, med 166 invånare per kvadratkilometer. Närmaste större samhälle är Bochil, 10,3 km nordväst om Stenlejsotztetic. I omgivningarna runt Stenlejsotztetic växer i huvudsak städsegrön lövskog.